# 館野村
館野村（たてのむら）とは、千葉県安房郡にかつて存在した村である。現在の館山市の東部に位置している。
館山市立館野小学校などにその名をとどめる。

## 沿革
- 1889年（明治22年）4月1日 - 町村制の施行により国分村、山本村、大網村、安布里村、広瀬村、腰越村、稲村が合併して発足。
- 1954年（昭和29年）5月3日 - 西岬村、富崎村、豊房村、神戸村、九重村とともに館山市に編入。同日館野村廃止。

## 交通

### 鉄道
- 国鉄（現JR東日本）　
  - 房総西線（現内房線）：村域内を通過しているが、駅は存在しなかった。

### 道路
- 国道128号